# Glaive
Ash Blue Gutierrez (født 20. januar 2005), bedre kendt som Glaive, er en amerikansk sanger, sangskriver og producer. Efter at have udgivet en mængde hyperpop sange til SoundCloud under begyndelsen af COVID-19 pandemien, fik han mange følgere, en pladekontrakt hos Interscope Records og udgav sit debut EP, Cypress Grove, i 2020. Hans anden EP, All Dogs Go to Heaven, og hans samarbejds-EP med Ericdoa, Then I'll Be Happy, blev udgivet i 2021. Deluxe-versionen af All Dogs Go to Heaven, med titlen Old Dog, New Tricks, blev udgivet i begyndelsen af 2022. Efterfulgt af hans singler "Minnesota Is a Place That Exists" og "Three Wheels and It Still Drives!" senere samme år. Hans debutalbum, I Care So Much That I Don't Care at All, blev udgivet d. 14. juli 2023.

## Tidlige liv og karriere
Glaive blev født den 20. januar 2005, i Florida. Hans far spillede polo professionelt, og hans familie boede i nærheden af Sarasota i ni år, før de flyttede til Hendersonville, North Carolina. I 2023, kort tid efter Glaive var begyndt på hjemmeundervisning, stoppede han i skolen. Før han igangsatte sin solokarriere, var han i et band.

### 2020–2022Cypress Grove,All Dogs Go to Heaven,Then I'll Be Happy, ogOld Dog, New Tricks
I starten af COVID-19 pandemien begyndte Glaive at indspille musik på sit værelse, mens han havde virtuel undervisning. Hans kunstnernavn er inspireret af et våben fra 2016-videospillet Dark Souls III. Dette alias brugte han da han udgav sin første sang på SoundCloud. Han begyndte hurtigt at samarbejde med andre hyperpop-kunstnere på SoundCloud efter at have mødt dem på Discord-servere og gennem sin ven og medproducer Kurtains. Glaive blev hurtigt populær på SoundCloud, og Dan Awad, som er Glaives nuværende manager, opdagede ham gennem sangen "Sick" i sommeren 2020. Kort efter begyndte han regelmæssigt at optræde på Spotifys officielle "Hyperpop"-playliste og underskrev der efter en pladekontrakt med selskabet Interscope Records.
Den 5. august 2020 udgav han singlen "Clover". Den 13. november 2020 udgav han singlen "Eyesore", den fjerde og sidste single til hans debut EP, Cypress Grove. Senere samme måned, den 19. november, blev EP'en udgivet gennem Interscope Records. Hovedsinglen for hans EP med Ericdoa, Then I'll Be Happy, "Cloak N Dagger", blev udgivet den 21. januar 2021. Musikvideoen til hans sang "Astrid", instrueret og optaget af Hunter Ray Barker og Charlie Grant, blev udgivet i februar 2021. Den førende single til hans andet EP, All Dogs Go to Heaven, "I Wanna Slam My Head Against the Wall" blev udgivet i marts 2021. Hans samarbejdssingle med Aldn, "What Was the Last Thing U Said", blev udgivet i april 2021, som den anden single til Aldns EP Greenhouse. I juni 2021 blev han inkluderet på Renforshorts sang "Fall Apart" fra hendes EP Off Saint Dominique EP. Den anden single til All Dogs Go to Heaven, "Detest Me", blev også udgivet i juni. Den tredje og sidste single til All Dogs Go to Heaven, "Bastard" blev udgivet i juli 2021. Han udgav en anden EP, All Dogs Go to Heaven, i begyndelsen af august 2021. I oktober 2021 blev EP'en, Then I'll Be Happy med Ericdoa, udgivet. Glaive og Ericdoa ville derefter turnere som en duo i hele Nordamerika til støtte for udgivelsen og turnere med Midwxst, Aldn og Underscores. En europæisk del af touren var planlagt til januar 2022 med støtte fra Kurtains, men blev aflyst. Glaive fulgte med udgivelsen af "Prick", hovedsinglen fra deluxe-udgaven af All Dogs Go to Heaven, med titlen Old Dog, New Tricks, som blev udgivet med yderligere fire sange den 27. januar 2022.

### 2022 – i dag: Første hovednavns-turné ogI Care So Much That I Don't Care at All
Efter udgivelsen af Old Dog, New Tricks, ville Glaive annoncere sin første headline-turné til at promovere udgivelsen, med åbningsakter fra kunstnerne Aldn og Midwxst. Turnéen indeholdt flere udsolgte shows fra mellemstore spillesteder i større byer og varede fra februar til marts 2022. Mens han var på turné i februar 2022, annoncerede Glaive via en Instagram-historie, at han vil begynde arbejdet på sit kommende debutstudiealbum, som forventes at komme til sommeren 2023. Efter sin Nordamerika-turné begyndte Glaive at turnere i Europa som både åbningsakt til The Kid Larois "End of the World Tour", og som uafhængig kunstner fra juni til juli 2022. I juni 2022 udgav han singlen "Minnesota Is a Place That Exists". Han annoncerede også sin anden Nordamerika-turné, "America Is a Place That Exists", for at promovere singlen. Turnéen begyndte i september 2022 og bød på åbningsakter fra kunstnerne Aldn, Caspr og Riovaz. Han udgav derefter singlen "Three Wheels and It Still Drives!" sidst i september 2022. I december 2022 begyndte han at turnere i Australien med Ericdoa til den sidste del af deres "Then I'll Be Happy"-turné, som sluttede på nytårsdag 2023.
Glaives debut-studiealbum, I Care So Much That I Don't Care at All, blev udgivet den 14. juli 2023. Albummets hovedsingle, "As If", blev udgivet den 28. april 2023, som sampler Timothée Chalamet under hans fremførelse af "Prodigal Son", og er akkompagneret af en musikvideo. Den 1. maj 2023 annoncerede Glaive sin tredje Nordamerika-turné til promovering af albummet med åbningsakter fra Origami Angel, Oso Oso og Polo Perks, som vil finde sted fra den 27. juli 2023 til den 19. august 2023. Den 17. maj 2023 udgav Glaive en anden single, "I'm Nothing That's All I Am". Den 5. juni 2023 annoncerede Glaive sin anden Europa-turné til promovering af albummet, som vil finde sted fra den 11. november 2023 til den 21. november 2023. Den 7. juni 2023 udgav Glaive en tredje single, "all i do is try my best", som er den anden sang på albummet, der er akkompagneret af en musikvideo. Den 30. juni 2023 udgav Glaive en fjerde single, "the car", som er den tredje sang på albummet, der ledsages af en musikvideo.

## Musikalsk stil
Glaives musik er ofte blevet beskrevet som hyperpop. Han har beskrevet sin egen musik som "ordinære popsange" med "intet hyper om dem", og udtalt, at hans musik bliver stemplet som hyperpop er et resultat af, at han er forbundet med andre mennesker, der laver hyperpop. Han er også blevet anset for at være en pioner inden for digicore-genren, en mere underjordisk, stort set teenage-udløber af hyperpop, der bruger elementer af trap og emo-rap med en DIY-etik. Hans musik har inkluderet elementer fra Midwest emo, emo, glitch, poppunk, hiphop, trap, EDM og indierock. Han har beskrevet sin musik som om at "være irriteret eller sur", og har udtalt, at han er inspireret af hiphop-produktion. Hans tekster omhandler emner som fremmedgørelse og mental sundhed.

## Diskografi

### Studiealbums
| Titel                                   | Detaljer                                                                                     |
| --------------------------------------- | -------------------------------------------------------------------------------------------- |
| I Care So Much That I Don't Care at All | - Released: July 14, 2023 - Label: Interscope - Formats: LP, CD, digital download, streaming |

### EP'er
| Titel                             | Detaljer                                                                                    |
| --------------------------------- | ------------------------------------------------------------------------------------------- |
| Cypress Grove                     | - Released: November 19, 2020 - Label: Interscope - Format: LP, digital download, streaming |
| All Dogs Go to Heaven             | - Released: August 6, 2021 - Label: Interscope - Format: Digital download, streaming        |
| Then I’ll Be Happy (with Ericdoa) | - Released: October 6, 2021 - Label: Interscope - Format: Digital download, streaming       |
| Ovine Hall (as Ovine Hall)        | - Released: May 14, 2023 - Label: Self-Released - Format: Digital download, streaming       |
| A Bit of a Mad One                | - Scheduled: February 23, 2024 - Label: Interscope - Format: Digital download, streaming    |

### Deluxe EP'er
| Titel               | Detaljer                                                                                   |
| ------------------- | ------------------------------------------------------------------------------------------ |
| Old Dog, New Tricks | - Released: January 27, 2022 - Label: Interscope - Format: LP, digital download, streaming |

### Singler

#### Som primær kunstner
| Titel                                   | År   | Album                                   |
| --------------------------------------- | ---- | --------------------------------------- |
| "Life Is Pain"                          | 2020 | ikke på album                           |
| "Sick"                                  | 2020 | ikke på album                           |
| "Astrid"                                | 2020 | Cypress Grove                           |
| "Pissed"                                | 2020 | Cypress Grove                           |
| "Clover"                                | 2020 | ikke på album                           |
| "Arsenic"                               | 2020 | ikke på album                           |
| "Touché"                                | 2020 | Cypress Grove                           |
| "Eyesore"                               | 2020 | Cypress Grove                           |
| "Cloak N Dagger" (with Ericdoa)         | 2021 | Then I’ll Be Happy                      |
| "I Wanna Slam My Head Against the Wall" | 2021 | All Dogs Go to Heaven                   |
| "Detest Me"                             | 2021 | All Dogs Go to Heaven                   |
| "Fuck This Town" (with Ericdoa)         | 2021 | Then I'll Be Happy                      |
| "Bastard"                               | 2021 | All Dogs Go to Heaven                   |
| "Prick"                                 | 2021 | Old Dog, New Tricks                     |
| "Minnesota Is a Place That Exists"      | 2022 | ikke på album                           |
| "Three Wheels and It Still Drives!"     | 2022 | ikke på album                           |
| "As If"                                 | 2023 | I Care So Much That I Don't Care at All |
| "I'm Nothing That's All I Am"           | 2023 | I Care So Much That I Don't Care at All |
| "All I Do Is Try My Best"               | 2023 | I Care So Much That I Don't Care at All |
| "The Car"                               | 2023 | I Care So Much That I Don't Care at All |
| "Huh"                                   | 2024 | A Bit of a Mad One                      |
| "Even When The Sun Is Dead"             | 2024 | A Bit of a Mad One                      |

#### Som featured
| Titel                                                                           | År   | Højeste hitlisteplacering | Højeste hitlisteplacering | Højeste hitlisteplacering | Album                                    |
| Titel                                                                           | År   | US Bub.                   | US Dance                  | NZ Hot                    | Album                                    |
| ------------------------------------------------------------------------------- | ---- | ------------------------- | ------------------------- | ------------------------- | ---------------------------------------- |
| "Reckless Luv" (Brodie Wilson featuring Glaive and Lucas Lex)                   | 2020 | —                         | —                         | —                         | Orbittee                                 |
| "Opposite Ways" (Scruff featuring Glaive)                                       | 2020 | —                         | —                         | —                         | ikke på album                            |
| "Haribo (Demo)" (Daashiell featuring Glaive)                                    | 2020 | —                         | —                         | —                         | ikke på album                            |
| "Arroz Con Pollo" (Kassgocrazy featuring Glaive and Ericdoa)                    | 2020 | —                         | —                         | —                         | ikke på album                            |
| "Mixed Signals" (Lovesickxo featuring Glaive)                                   | 2020 | —                         | —                         | —                         | ikke på album                            |
| "Robinz" (Misaku Foxx featuring Glaive and Monty Shawty)                        | 2020 | —                         | —                         | —                         | ikke på album                            |
| "Headache" (2worth featuring Glaive)                                            | 2020 | —                         | —                         | —                         | ikke på album                            |
| "Complicated" (Numl6ck featuring Glaive)                                        | 2020 | —                         | —                         | —                         | ikke på album                            |
| "October's Lullaby" (Savage Gasp featuring Glaive)                              | 2020 | —                         | —                         | —                         | The Long Halloween                       |
| "Spinna" (Kurtains featuring Glaive, Wido, Ericdoa, One Year, Angelus and Kuru) | 2020 | —                         | —                         | —                         | ikke på album                            |
| "Its All a Waste" (Ericdoa featuring Glaive)                                    | 2020 | —                         | —                         | —                         | ikke på album                            |
| "Redeyes" (Aldn featuring Glaive)                                               | 2020 | —                         | —                         | —                         | ikke på album                            |
| "111 Seconds in Heaven" (SyKo featuring Glaive)                                 | 2020 | —                         | —                         | —                         | ikke på album                            |
| "What Was the Last Thing U Said" (Aldn with Glaive)                             | 2021 | —                         | —                         | —                         | Greenhouse                               |
| "Fall Apart" (Renforshort featuring Glaive)                                     | 2021 | —                         | —                         | —                         | Off Saint Dominique                      |
| "Think You Right" (Whethan featuring Ericdoa and Glaive)                        | 2021 | —                         | 47                        | —                         | Midnight                                 |
| "Mental" (Whethan featuring Slump6s and Glaive)                                 | 2022 | —                         | —                         | —                         | Midnight                                 |
| "More Than Life" (Machine Gun Kelly featuring Glaive)                           | 2022 | 23                        | —                         | 17                        | Mainstream Sellout (Life in Pink deluxe) |
| "Devo4ka" (9mice featuring Glaive)                                              | 2023 | —                         | —                         | —                         | Orpheus                                  |
| "—" denotes a recording that did not chart or was not released.                 |      |                           |                           |                           |                                          |

### Gæsteoptræden
| Titel   | År   | Andre kunstnere | Album    |
| ------- | ---- | --------------- | -------- |
| "Smile" | 2021 | Midwxst         | Summer03 |